# الگانی (دهستان)، نیویورک
الگانی (دهستان) نیو یورک (به انگلیسی: Allegany (village), New York) یک منطقهٔ مسکونی در ایالات متحده آمریکا است که در ایالت نیویورک واقع شده‌است.

## خصوصیات
الگانی ۱٫۸ کیلومترمربع مساحت و ۱٬۸۱۶ نفر جمعیت دارد و ۴۳۳ متر بالاتر از سطح دریا واقع شده‌است.